# Андре Жуссом
Андре Жуссом (фр. André Jousseaume, 27 липня 1894 — 26 травня 1960) — французький вершник.
Олімпійський чемпіон 1932 (командна виїздка), 1948 (командна виїздка) років, срібний призер 1936 (командна виїздка), 1948 (індивідуальна виїздка) років, бронзовий призер 1952 року в індивідуальній виїздці.